# Francis Frederick Reh
Pour les articles homonymes, voir Reh.
 (août 2018).
Francis Frederick Reh, né le 9 janvier 1911 et mort le 14 novembre 1994, était un prélat américain de l'Église catholique. Il a été évêque du diocèse de Charleston de 1962 à 1964, recteur du Collège pontifical nord-américain de 1964 à 1968 et évêque du diocèse de Saginaw de 1968 à 1980.

## Biographie
Francis Frederick Reh est né le 9 janvier 1911 dans le Bronx dans la ville de New York aux États-Unis. Le 8 décembre 1935, il a été ordonné prêtre de l'Église catholique. En 1954, il a été nommé chamberlain papal par le pape Pie XII et vice-recteur du Collège pontifical nord-américain où il a lui-même étudié. En 1958, il devint directeur du séminaire Saint-Joseph où il a auparavant enseigné.
Le 5 septembre 1962, il a été nommé évêque du diocèse de Charleston en Caroline du Sud. Il a été consacré évêque le 29 juin suivant par le cardinal Francis Spellman. Entre 1962 et 1965, il a participé aux quatre sessions du IIe concile œcuménique du Vatican. Le 5 septembre 1964, il a été nommé recteur du Collège pontifical nord-américain. Le 11 décembre 1958, il a été nommé évêque du diocèse de Saginaw où il servit jusqu'à sa retraite le 29 avril 1980. Il décéda le 14 novembre 1994.